# Pseudosinella impediens
Pseudosinella impediens is een springstaartensoort uit de familie van de Entomobryidae. De wetenschappelijke naam van de soort is voor het eerst geldig gepubliceerd in 1969 door Hermann Gisin (gestorven in 1967) en Maria Manuela da Gama. Deze troglobiet werd in 1962 en 1968 verzameld in grotten in Rivèrenert resp. Saint-Lizier in het Franse departement Ariège.  Ze is 0,8 tot 1,2 mm lang en heeft geen pigment en geen ogen.